# Егоцентризъм
Егоцентризмът е невъзможността да се прави разлика между себе си и другите. По-конкретно, това е неспособността да се приеме или разбере всяка перспектива, различна от собствената. Егоцентризмът е нормално явление у детето до към шест-седемгодишна възраст. През този период се осъществява постепенна диференциация между Аза и външния свят, но мисленето остава преди всичко субективно: детето гледа на явленията и на проблемите, които изникват пред него, единствено от своята гледна точка. Например то казва: „Виж, татко, луната върви с мене“, или, ако го попитат дали има братче и то отговори утвърдително, на въпроса: „А братчето ти има ли братче?“, отговаря: „Не." Тази нагласа може да се запази у някои субекти с интелектуална недостатъчност или със забавено афективно развитие, при страдащите от неврози, които са неспособни на „децентриране“ (да се поставят на мястото на друг човек). Егоцентризмът не трябва да бъде приравняван с нарцисизма, който означава прекалена любов към себе си.
Въпреки че егоцентричното поведение е по-малко изявено в зряла възраст, съществуването на някои форми на егоцентризъм в зряла възраст показва, че преодоляването на егоцентризма може да бъде доживотно и никога да не успява да постигне завършеност.
Следователно егоцентризмът се среща през цялата продължителност на живота: в ранна детска възраст, ранно детство, юношество и зряла възраст. Той допринася за човешкото познавателно развитие, като помага на децата да развият теория за формирането на ума и самоличността.
Въпреки че егоцентризмът и нарцисизмът изглеждат сходни, те не са еднакви. Човек, който е егоцентричен, вярва, че е център на вниманието, но не получава удовлетворение от собственото си възхищение. Нарцисистите са хора, чието его е силно повлияно от одобрението на другите, докато за егоцентристите това не е вярно.